# Daubenschlade
Daubenschlade ist ein Ortsteil von Uckerath auf dem Stadtgebiet Hennef (Sieg) im Rhein-Sieg-Kreis in Nordrhein-Westfalen. Daubenschlade wird heute in der Statistik der Stadt Hennef nicht mehr gesondert ausgewiesen.

## Lage
Der ehemalige Weiler liegt in einer Höhe von 195 bis 210 Metern über N.N. auf den Hängen des Westerwaldes.

## Geschichte
Nach einer Statistik aus dem Jahr 1885 lebten damals in Daubenschlade 17 Einwohner in sechs Häusern.
1910 gab es in Daubenschlade die Haushalte Ackerer Peter Josef Bergmann, Ackerer Gallus Hambitzer, Ackerer und Schuster Johann Hambitzer, Ackerin Witw Jakob Schiffgen, Fabrikarbeiter Friedrich Sering und Wegearbeiter Wilhelm Weber.
Bis zum 1. August 1969 gehörte die Ortschaft Daubenschlade zur Gemeinde Uckerath. Im Rahmen der kommunalen Neugliederung des Raumes Bonn wurde Uckerath, damit auch der Ort Daubenschlade, der damals neuen amtsfreien Gemeinde „Hennef (Sieg)“ zugeordnet.